# Alfred Jolivet
Alfred Jolivet, född 23 augusti 1885, död 20 februari 1966, var en fransk litteraturhistoriker.
Alfred Jolivet föreläste över fransk litteratur vid universitetet i Kristiania 1912–1914, blev professor i tyska i Alger 1924, docent i nordiska språk vid Sorbonne 1930, professor där 1932 och chef för institutet för skandinaviska studier. Jolivet, som 1922 blev filosofie doktor med avhandlingen Wilhelm Heinse, sa vie et son œuvre jusqu’en 1787, specialiserade sig senare på studiet av nordisk litteratur och publicerade bland annat en större strindbergsstudie, Le théâtre de Strindberg (1931). Under andra världskriget spelade han en aktiv roll i den franska motståndsrörelsen.